# Санжар, Нурлан Санжарулы
Сегізбаев Нұрлан Санжарұлы (каз. Сегізбаев Нұрлан Санжарұлы, имя при рождении — Сегизбаев Нурлан Санжарович; 28 января 1951; Алма-Ата, КазССР, СССР) — советский и казахский актёр кино, сценарист, кинодраматург. Наиболее известен ролью Кожа в фильме «Меня зовут Кожа». Заслуженный деятель Казахстана (2009), кандидат философских наук. Член Союза кинематографистов Казахстана.

## Биография
Родился 28 января 1951 года в Алматы. Происходит из рода жагалбайлы племени жетыру.
В 1974 году окончил филологический факультет Усть-Каменогорского педагогического института по специальности «учитель русского языка и литературы».
В 1978 году поступил на сценарный факультет Всесоюзного государственного института кинематографии (ВГИК), который успешно окончил в 1982 году. (мастерскую Е. В. Габриловича, Л. В. Голубкиной, С. Л. Лунгина, И. В. Вайсфельда);
Трудовую деятельность начал в 1974 году учителем школы в селе Катон-Карагай.
С 1974 по 1977 год — учитель русского языка и литературы, заместитель директора школы по учебной работе (с. Катон-Карагай Восточно-Казахстанской области);
С 1982 года — редактор художественных фильмов киностудии «Казахфильм»;
С 1987 по 1990 год — редактор национального телеканала «Qazaqstan»;
С 2006 года — преподаватель факультета журналистики Казахского национального университета имени Аль-Фараби;
С 2010 года — преподаватель факультета «кино и ТВ» Казахской Национальной академии искусств им. Т. Жургенова;
с 2003 - 2019 год - редактор игрового кино АО "Казахфильм"
с 2021 - года старший преподаватель кафедры Электронных СМИ отделения Киномедиа факультета журналистики КазНУ им аль-Фараби

## Творчество
Защитил кандидатскую диссертацию на тему: «Коммуникативные практики в современной культуре: социально-философский анализ.» (каз. Қазіргі заман мәдениетіндегі коммуникативті тәжірибе: әлеуметтік-философиялық талдау);

### Актёр
|   | Год  | Название            | Роль                | Режиссёр           | Студия                      |
| - | ---- | ------------------- | ------------------- | ------------------ | --------------------------- |
| 1 | 1963 | «Меня зовут Кожа»   | Кожа (главная роль) | Абдулла Карсакбаев | «Казахфильм»                |
| 2 | 2008 | «Прощай, Гульсары!» | Чоро, друг Танабая  | Ардак Амиркулов    | ТОО «Ардфильм» «Казахфильм» |

### Сценарист
- 1982 — Соломинка удачи (короткометражный);
- 1990 — Путешествие в никуда (фильм);
- 1990 — Аллажар (двухсерийный фильм);
- 2008 — Ангелочек (сериал);
- 2017 — Оралман (социальная драма);[6]
- 2022 - Олиара (драма);

### Книги
- 2008 — Ангелочек (повесть);
- 2019 — «Нежданный гость — Джучи» (роман);[7]
- 2021 - "Бату-хан" (роман)
- 2023 - «Красный снег», «Қызыл қар” (сборник повестей)
- 2015 - учебное пособие - Творческая мастерская или Диалоги об авторских замыслах, научное издательство Lambert, Германия,
- 2016 - монография - Творческая мастерская или Диалоги о сценариях, научное издательство Lambert, Германия,
- 2022 - учебное пособие - Введение в теорию киномедиа, научное издательство Lambert, Германия.
- 2023 - Редактор киномедиа - учебное пособие, научное издательство Lambert, Германия.
- 2024 - Философские основания этики коммуникативных практик - учебное пособие, научное издательство Lambert, Германия.

## Награды
- 2009 — Указом президента РК награждён почётным званием «Қазақстанның еңбек сіңірген қайраткері» (Заслуженный деятель Республики Казахстан) — за вклад в развитие отечественного кинематографа.;[8][9]
- 2011 - нагрудный знак Мастер киноэкрана.

## Семья
Отец — Сегизбаев, Санжар Бактыбаевич (1906—1972), казахстанский юрист,
Жена - Санжар Мадина Ядгаровна — медицинский работник.
Дочь - Аяулы.
Сын - Али.